# Trung Canidate
Trung Jered Canidate (Phoenix, 3 marzo 1977) è un ex giocatore di football americano statunitense che ha militato nel ruolo di running back nella National Football League (NFL).

## Carriera

### St. Louis Rams
Al college Canidate giocò a football ad Arizona. Fu scelto come trentaduesimo assoluto dai St. Louis Rams nel Draft NFL 2000. Con la presenza nei roster del running back Marshall Faulk, giocatore offensivo dell'anno della NFL l'anno precedente, ci fu molta confusione sulla selezione di Canidate e molti tifosi pensarono fosse una scelta sprecata. Nelle tre stagioni con la squadra disputò solo tre gare come titolare. Selezionato per la sua rapidità, si rivelò di stazza inadeguata e propenso a commettere dei fumble, tanto che ne commise nell'1,6% delle portate in carriera (contro una media della lega di 1,37% tra il 2000 e il 2003). 

### Washington Redskins
Dopo la stagione 2002, St. Louis scambiò Canidate con i Washington Redskins per David Loverne e una scelta del quarto giro. Lì riuscì a imporsi come titolare, disputando dieci gare come partente, correndo 600 yard e un touchdown. La stagione successiva i Redskins scambiarono Champ Bailey per il running back Pro Bowler Clinton Portis e Canidate fu svincolato nel giugno 2004.

## Palmarès
- National Football Conference Championship: 1

St. Louis Rams: 2001